# Parlamentswahl in der Elfenbeinküste 2000/2001
Die Parlamentswahl in der Elfenbeinküste 2000/2001 fand am 10. Dezember 2000 und am 14. Januar 2001 im westafrikanischen Staat Elfenbeinküste statt.
| Parteien                                                                           | Stimmen   | Anteil  | Sitze |
| ---------------------------------------------------------------------------------- | --------- | ------- | ----- |
| Front Populaire Ivoirien                                                           |           | —       | 96    |
| Parti Démocratique de Côte d’Ivoire                                                |           | —       | 94    |
| Rassemblement des Républicains                                                     |           | Boykott | 5     |
| Parti Ivoirien des Travailleurs                                                    |           | —       | 4     |
| Union des Démocrates de Côte d’Ivoire                                              |           | —       | 1     |
| Mouvement des Forces d’Avenir                                                      |           | —       | 1     |
| Parteilose                                                                         |           | —       | 22    |
| Nicht besetzt                                                                      |           | —       | 2     |
| Gesamt (33,1 %)                                                                    | 1.547.798 |         | 225   |
| Quelle: CNE. Die Wahlen wurden von der Rassemblement des Républicains boykottiert. |           |         |       |